# Haret Hreik
Haret Hreik (arabisch حارة حريك, DMG Ḥārat Ḥuraykⓘ) ist ein Vorort der libanesischen Hauptstadt Beirut und liegt südlich der Stadt, nordöstlich des internationalen Rafik-Hariri-Airports.
Im Libanonkrieg 2006 wurde Haret Hreik besonders stark von israelischen Luftschlägen getroffen, da sich dort das Hauptquartier der Hisbollah befand. Der Ort gilt als Hochburg der Hisbollah und wurde nach den Bombenanschlägen wieder komplett hergestellt. In Haret Hreik ist unter anderem die private Kulturorganisation Umam Documentation & Research angesiedelt, die es sich zur Aufgabe gemacht hat, die moderne Geschichte des Libanons zu dokumentieren.

## Persönlichkeiten
- Michel Aoun (* 1933), libanesischer Offizier und Politiker